# Enantioptera bialata
Enantioptera bialata är en svampart som beskrevs av Marvanová 2004. Enantioptera bialata ingår i släktet Enantioptera, divisionen sporsäcksvampar och riket svampar.   Inga underarter finns listade i Catalogue of Life.